# قره‌چای نقشی
قره‌چای نقشی یکی از روستاهای استان آذربایجان شرقی است که در دهستان عباس غربی بخش تیکمه‌داش شهرستان بستان‌آباد واقع شده‌است.

## منظره
این روستای زیبا به دور از هیاهوی شهری جایی سراسر ارامش و اسودگی خاطر است.

## چهره های معروف
از بزرگان این روستا می توان به موسی محمدنیا اشاره نمود که در راه ابادانی و ارتقای فرهنگ مردمان روستا نقش بسزایی داشته است.
از اقدامات آن بزرگ مرد افتتاح مدرسه،ساخت مسجد، راه سازی و ... است که حتی امروزه بعد از بیش از یک قرن در روستا از وی به جا مانده است.

## جمعیت
متاسفانه امروزه تعداد ساکنان دایم این منطقه به 5خانوار کاهش یافته است.
اما در تابستان این رقم به حدود 50خانوار می رسد چرا که مردمان مهربان کوچ کرده به دیار اجدادی خود باز میگردند.
سخن اخر انکه دیدن و اقامت در این روستا به خصوص در تابستان به شدت پیشنهاد می شود.